# Wiktorija Tkatschuk
Wiktorija Wiktoriwna Tkatschuk (ukrainisch Вікторія Вікторівна Ткачук; englisch Viktoriya Tkachuk; * 8. November 1994 in Plischtschyn) ist eine ukrainische Sprinterin und Hürdenläuferin, die sich auf die 400-Meter-Distanz spezialisiert hat.

## Sportliche Laufbahn
Erstmals bei einer internationalen Meisterschaft, trat Wiktorija Tkatschuk den Juniorenweltmeisterschaften in Barcelona 2012 an. Dort gelangte sie im 400-Meter-Lauf bis in das Halbfinale, in dem sie mit 55,02 s ausschied und belegte mit der ukrainischen 4-mal-400-Meter-Staffel in 3:37,02 min den vierten Platz. Im Jahr darauf schied sie bei den Junioreneuropameisterschaften in Rieti 55,35 s in der Vorrunde über 400 Meter aus. Ab da konzentrierte sie sich verstärkt auf den Hürdenlauf. 2015 belegte sie bei den U23-Europameisterschaften in Tallinn mit der ukrainischen 4-mal-400-Meter-Staffel in 3:32,86 min den fünften Platz und gelangte über die Hürden bis ins Halbfinale, in dem sie mit 57,30 s ausschied. Sie qualifizierte sich auch für die Weltmeisterschaften in Peking, schied dort mit 57,38 s aber bereits in der Vorrunde aus. 2016 gelangte sie in das Halbfinale der Europameisterschaften in Amsterdam, in dem sie mit 56,17 s ausschied und qualifizierte sich auch für die Olympischen Spiele in Rio de Janeiro, bei denen sie bis in das Halbfinale gelangte und dort mit 56,87 s ausschied.
2017 startete sie erneut bei den Weltmeisterschaften in London, schied aber mit 57,05 s erneut in der Vorrunde aus. Im Jahr darauf belegte sie bei den Europameisterschaften in Berlin in 56,15 s den siebten Platz und 2020 siegte sie bei den Balkan-Meisterschaften in Cluj-Napoca in 55,58 s im Hürdensprint sowie in 3:34,21 min auch mit der ukrainischen 4-mal-400-Meter-Staffel. 2021 siegte sie in 3:38,16 min mit der Staffel bei den Balkan-Hallenmeisterschaften in Istanbul und bei den Halleneuropameisterschaften in Toruń belegte sie mit der Staffel in Landesrekordzeit von 3:30,38 min den fünften Platz. Anfang Juni siegte sie in 55,10 s über 400 Meter Hürden beim Memoriál Josefa Odložila und anschließend in 54,60 s bei AtletiCAGenève. Anfang Juli wurde sie bei den Bislett Games in Oslo in 54,62 s Dritte und nahm daraufhin an den Olympischen Spielen in Tokio teil und stellte dort mit 53,79 s im Finale eine neue persönliche Bestleistung auf und belegte damit Rang sechs. Zudem verpasste sie mit der 4-mal-400-Meter-Staffel mit 3:24,50 min den Finaleinzug. Anfang September siegte sie dann in 54,18 s beim Memoriał Kamili Skolimowskiej.
2022 wurde sie beim British Grand Prix in 55,25 s Zweite und im Juli schied sie bei den Weltmeisterschaften in Eugene mit 54,24 s im Halbfinale aus. Zudem verpasste sie mit der 4-mal-400-Meter-Staffel mit 3:29,25 min den Finaleinzug. Im August gewann sie bei den Europameisterschaften in München in 54,30 s die Silbermedaille hinter der Niederländerin Femke Bol. Im Jahr darauf wurde sie bei der 2. Liga der Team-Europameisterschaft im Rahmen der Europaspiele in Chorzów in 55,87 s Erste und schied anschließend bei den Weltmeisterschaften in Budapest mit 55,43 s im Halbfinale aus. Bei den World Athletics Relays 2024 auf den Bahamas verpasste sie mit der 4-mal-400-Meter-Staffel eine Direktqualifikation für die Olympischen Sommerspiele in Paris. Dort schied sie jedoch über 400 m Hürden mit 59,40 s in der Hoffnungsrunde aus.
In den Jahren 2015 und 2017 sowie 2020 und 2021 wurde Tkatschuk ukrainische Meisterin im 400-Meter-Hürdenlauf und 2013, 2017 und 2020 siegte sie auch in der 4-mal-400-Meter-Staffel und 2014 und 2023 in der 4-mal-100-Meter-Staffel. Zudem wurde sie 2013 und 2015 sowie 2018 und 2021 Hallenmeisterin in der 4-mal-400-Meter-Staffel.

## Persönliche Bestzeiten
- 400 Meter: 51,85 s, 15. August 2020 in Luzk
  - 400 Meter (Halle): 53,53 s, 10. Februar 2021 in Sumy
- 300 m Hürden: 38,24 s, 31. Mai 2022 in Ostrava
- 400 m Hürden: 53,76 s, 9. September 2021 in Zürich